# Quartier français (San Francisco)
Pour les articles homonymes, voir Quartier français.
Le quartier français de San Francisco, en Californie — parfois aussi appelé « Little France » (« La petite France ») — est une enclave historique dans le centre-ville, constituée par un ensemble de restaurants, cafés, hôtels et institutions le long de Bush Street et dans les allées adjacentes de Belden Place et Claude Lane, entre Chinatown et le Financial District.

## Histoire de la présence française à San Francisco
Les Français furent les premiers colons non espagnols à s'installer en Californie, bénéficiant de l'accueil des autorités coloniales espagnoles et de concessions de terres. Leur nombre augmenta avec l'indépendance du Mexique en 1821 puis surtout avec la ruée vers l'or à partir du rattachement de la Californie aux États-Unis en 1848. Selon Annick Foucrier :

« Vingt à vingt-cinq mille Français, venus de toutes les régions de France, participent à ce mouvement véritablement mondial. La plupart partent vers les mines, mais parmi ceux qui s’installent à San Francisco, beaucoup se regroupent dans les rues Montgomery et Commercial, qui pour cela sont appelées « French town » (le quartier français) en 1851. Restaurants et cafés, maisons de jeux dont la plus célèbre est la Polka, enseignes diverses attirent le regard. Les Français sont « banquiers, médecins, spéculateurs en terrains, importateurs et courtiers en gros, marchands au détail, artisans, manœuvres. […] La plupart des meilleurs restaurants et des plus beaux cafés de la ville sont tenus par des Français. Ils ont à peu près le monopole de certaines professions telles que l’importation des vins, la coiffure, etc. Ils sont très habiles aussi dans les petits commerces qui s’exercent dans les rues, vendant des fleurs, des oranges, etc. », remarque l’Alta California en 1853, mais ils sont aussi cuisiniers, jardiniers, artistes. Deux Français, Jules de France et un acteur nommé Jourdain, auraient été les premiers à offrir une représentation théâtrale professionnelle à San Francisco, en décembre 1849. Les voyageurs soulignent tout spécialement la présence de croupières, actrices et femmes galantes françaises, d’autant plus recherchées que les femmes étaient encore peu nombreuses. Si elles lancent les modes, et tiennent le haut du pavé, elles ne représentent cependant qu’une toute petite minorité même parmi les Françaises dont la plupart travaillent plus modestement avec leurs maris commerçants ou artisans.
[...] Nombreux et prospères, les Français de San Francisco ont leur consulat à partir de 1849, leur église (Notre-Dame des Victoires) fondée en 1856, leur maison de santé établie en 1851 par la Société française de bienfaisance mutuelle, première société d’assurance mutuelle des États-Unis. Dès 1850 ils ont aussi un théâtre, l’Adelphi, et de 1853 à 1866 une compagnie de pompiers, la Compagnie Lafayette des Échelles et des Crochets. La City of Paris et la White House sont parmi les plus prestigieux et grands magasins de la ville. »

Renforcée par les Alsaciens et les Lorrains après la défaite militaire de la France en 1871, la présence française à San Francisco décline cependant considérablement à partir du début du XXe siècle, et le quartier qui subsiste n'est qu'un faible écho d'une communauté qui compta des succès commerciaux et financiers illustrés notamment par le grand magasin City of Paris, aujourd'hui disparu et remplacé en 1981 par une enseigne Neimann-Marcus sur Union Square — la verrière du magasin reste visible de l'intérieur du bâtiment.
Au cours du XXe siècle, le quartier chinois de San Francisco a petit à petit grignoté le quartier français au sud, et North Beach au nord.
D'un autre côté, la communauté française dans la Silicon Valley est pour sa part florissante, estimée récemment par le consulat de France entre 70 000 et 100 000 personnes[réf. nécessaire], soit l'une des plus importantes communautés étrangères de la région. Elle compte en particulier de nombreux entrepreneurs numériques : Loïc Le Meur, fondateur de Seesmic, Jean-Luc Vaillant, cofondateur de Linkedin, Vincent Paquet, cofondateur de Grand Central, racheté par Google pour développer GoogleVoice, Henri Moissinac, directeur des applications mobiles de Facebook, fondateur de e-Bazar (racheté par eBay), Pierre Omidyar, fondateur de eBay, ainsi que de très nombreux ingénieurs, designers et animateurs chez Pixar.

## Monuments principaux
Le quartier français comprend notamment l'église Notre-Dame-des-Victoires, fondée en 1856, puis reconstruite en 1908 après le tremblement de terre de 1906 dans le style Notre-Dame de Fourvière, la basilique qui domine la ville de Lyon en France. La messe est toujours célébrée en français le dimanche. Le Consulat général de France à San Francisco, qui couvre Hawaï et la région du nord-ouest américain, est situé juste à côté sur Bush Street.
Le Café de la Presse se tient face à l'entrée du quartier chinois de Grant Avenue, non loin du bar Le Central et du restaurant Chez Claude sur Claude Lane. Une célébration de la fête nationale française se tient chaque année le 14 juillet sur Belden Place, une allée près du carrefour de Bush Street et Kearny Street où se trouvent plusieurs restaurants français, notamment Plouf et Café Bastille.